# District de Takedji
Takedji est une tribu des îles Loyauté sur l'île d'Ouvéa, elle fait partie de l'aire coutumière Iaai, dans le district Takedji.